# El Aguaje de Pericos
El Aguaje de Pericos är en ort i Mexiko.   Den ligger i kommunen Mocorito och delstaten Sinaloa, i den västra delen av landet, 1 100 km nordväst om huvudstaden Mexico City. El Aguaje de Pericos ligger 52 meter över havet och antalet invånare är 274.
Terrängen runt El Aguaje de Pericos är platt åt sydväst, men åt nordost är den kuperad. Runt El Aguaje de Pericos är det ganska tätbefolkat, med 155 invånare per kvadratkilometer. Närmaste större samhälle är Adolfo López Mateos, 9,2 km söder om El Aguaje de Pericos. I omgivningarna runt El Aguaje de Pericos växer huvudsakligen savannskog.